# Росфельд
Росфельд (фр. Rossfeld) — коммуна на северо-востоке Франции в регионе Гранд-Эст (бывший Эльзас — Шампань — Арденны — Лотарингия), департамент Нижний Рейн, округ Селеста-Эрстен, кантон Эрстен. До марта 2015 года коммуна административно входила в состав упразднённого кантона Бенфельд (округ Селеста-Эрстен).
Площадь коммуны — 6,15 км², население — 785 человек (2006) с тенденцией к росту: 929 человек (2013), плотность населения — 151,1 чел/км².

## Население
Население коммуны в 2011 году составляло 855 человек, в 2012 году — 892 человека, а в 2013-м — 929 человек.
| 1962 | 1968 | 1975 | 1982 | 1990 | 1999 | 2006 | 2008 | 2011 | 2012 | 2013 |
| ---- | ---- | ---- | ---- | ---- | ---- | ---- | ---- | ---- | ---- | ---- |
| 641  | 624  | 628  | 665  | 687  | 708  | 785  | 801  | 855  | 892  | 929  |

Динамика населения:

## Экономика
В 2010 году из 546 человек трудоспособного возраста (от 15 до 64 лет) 411 были экономически активными, 135 — неактивными (показатель активности 75,3 %, в 1999 году — 77,1 %). Из 411 активных трудоспособных жителей работали 389 человек (208 мужчин и 181 женщина), 22 числились безработными (7 мужчин и 15 женщин). Среди 135 трудоспособных неактивных граждан 51 были учениками либо студентами, 47 — пенсионерами, а ещё 37 — были неактивны в силу других причин.

## Достопримечательности (фотогалерея)

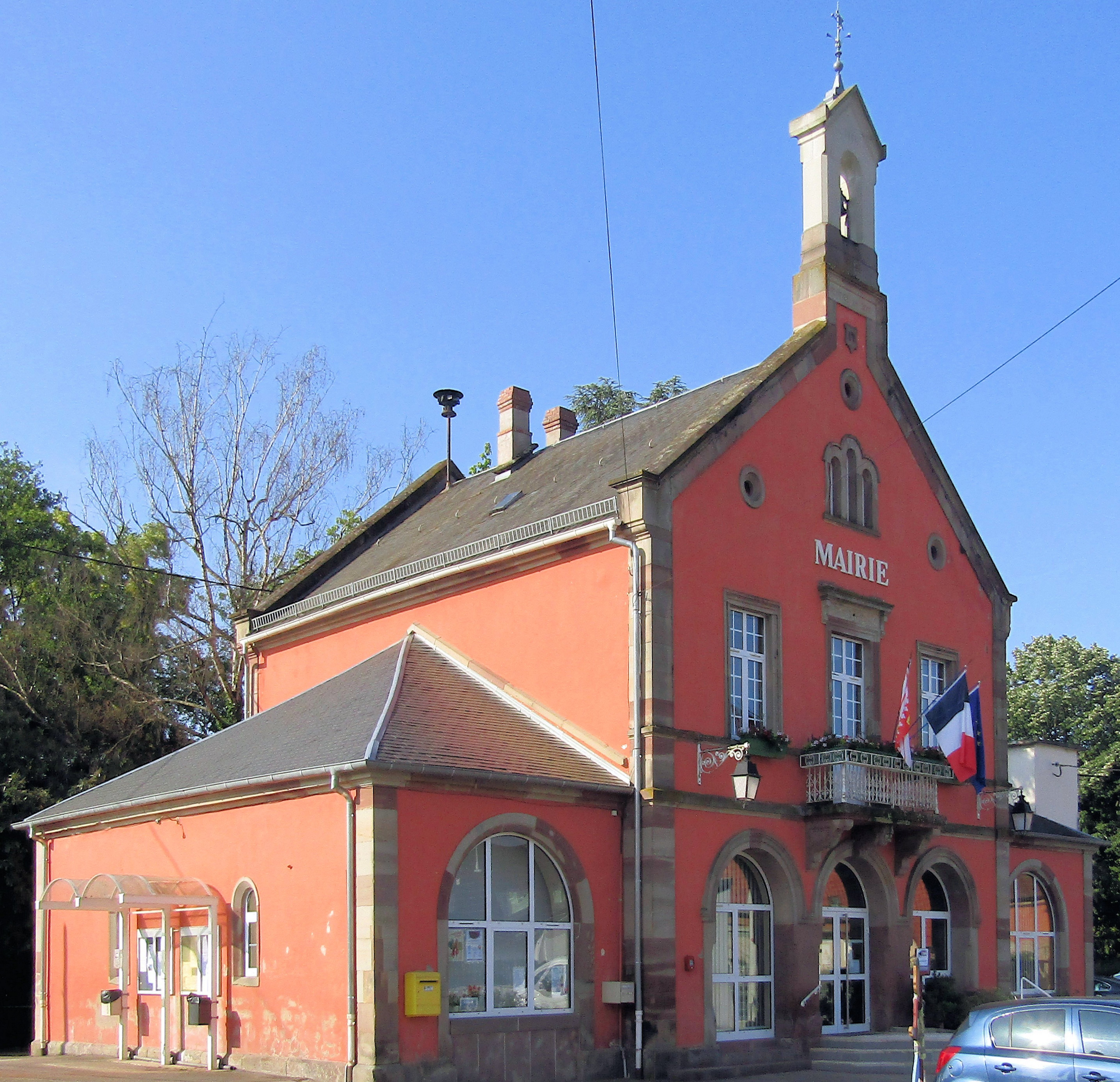
Здание мэрии
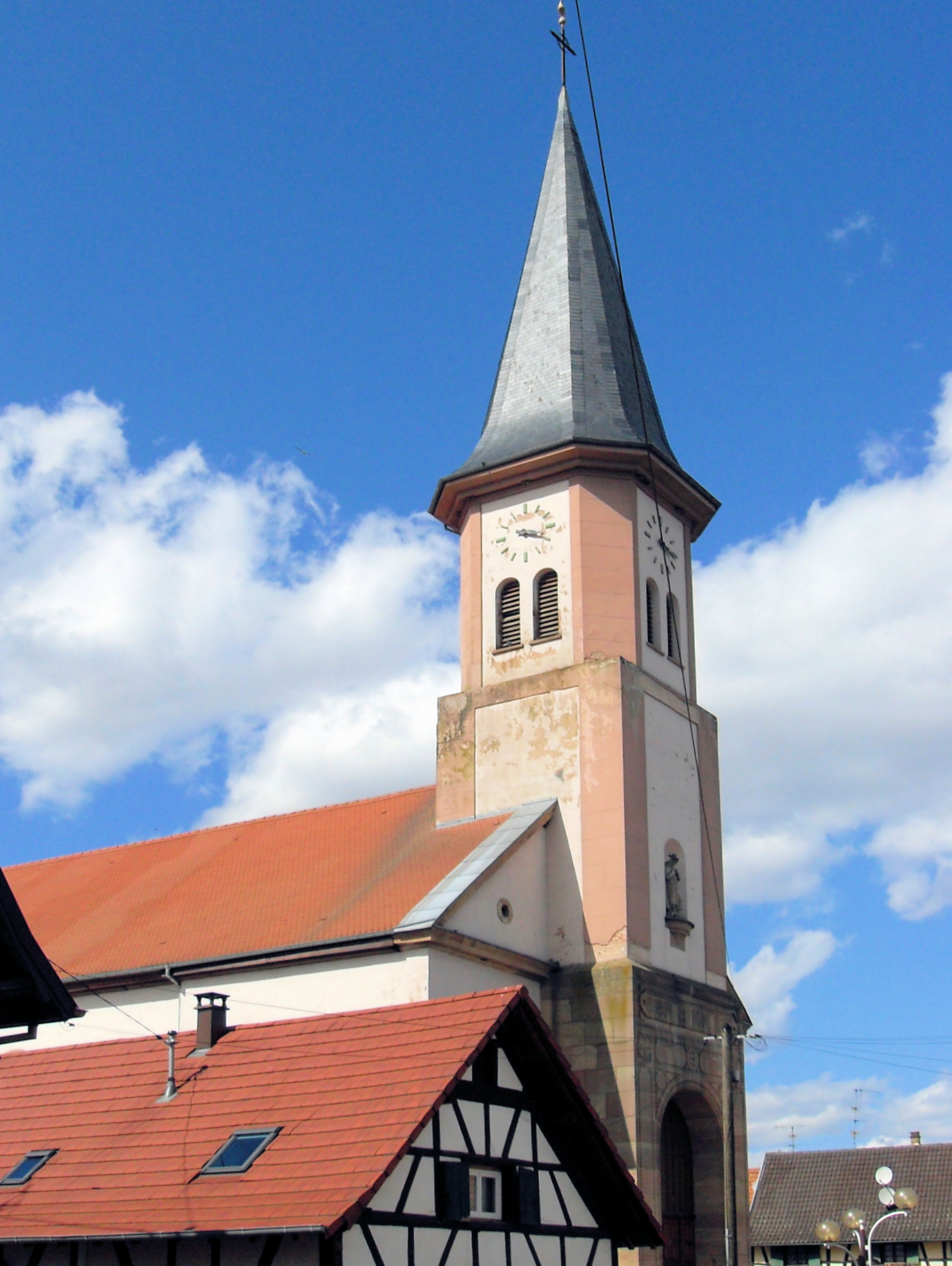
Церковь